# Semiothisa semialbida
Semiothisa semialbida är en fjärilsart som beskrevs av Louis Beethoven Prout 1915. Semiothisa semialbida ingår i släktet Semiothisa och familjen mätare. Inga underarter finns listade i Catalogue of Life.